# Palestinologo

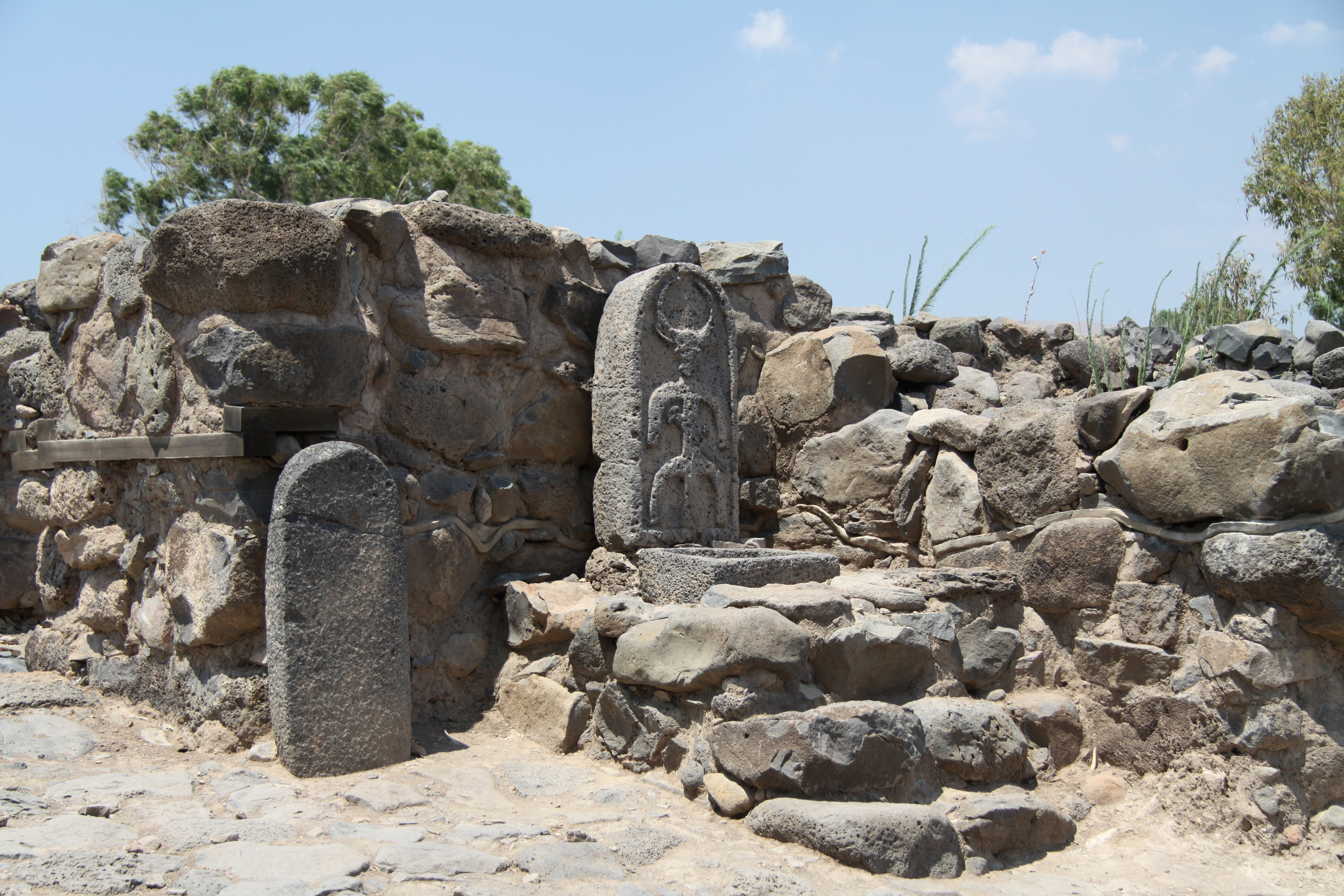
Rovine di Betsaida, pressi il lago di Galilea.

Il palestinologo è uno studioso, o docente, o archeologo, specializzato nel campo della Palestinologia.
Il palestinologo si occupa dello studio dei luoghi, dei monumenti, degli scritti e delle incisioni appartenuti alle civiltà della Palestina dei tempi antichi.
Essendo la Palestinologia una scienza interdisciplinare, che integra studi di diversa specie, esistono diversi palestinologi specializzati in storia e geografia biblica, archeologia biblica, teologia e esegesi.

## Le scuole di specializzazione
L'approfondimento e il confronto tra diversi studiosi ha prodotto sinergie e creato ampi orizzonti nel campo della ricerca archeologica in Palestina: «solo combinando insieme i risultati di diverse discipline avremo un quadro unitario della regione teatro della storia della salvezza raccontata nei libri biblici».
Sylvester J. Saller, Camillo Bellarmino Bagatti, Virgilio Corbo, Bargil Pixner e Michele Piccirillo sono i nomi di alcuni autorevoli studiosi, ormai scomparsi, considerati dei luminari nel campo della Palestinologia moderna.

## I primi palestinologi di Terra Santa

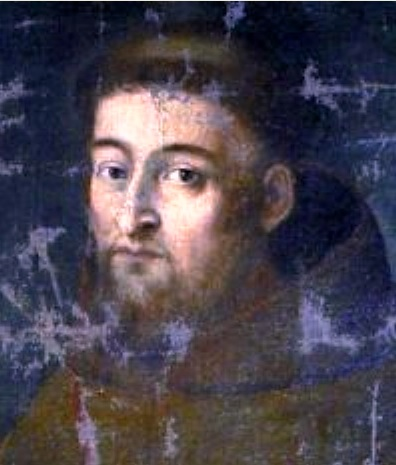
Il palestinologo e arabista Tommaso Obicini da Novara (1585-1632)

### I pionieri
Uno tra i primi palestinologi di cui si ha traccia è Origene, detto Adamanzio che, alla ricerca della Betania al di là del Giordano menzionata dal Vangelo di Giovanni, scrisse di essersi “recato sulle tracce di Gesù, degli apostoli e dei profeti”.
Questa disciplina conobbe un ulteriore impulso con Eusebio di Cesarea a cui si deve l'Onomasticon (Περὶ τῶν τοπικῶν ὀνομάτων τῶν ἐν τῇ ϑείᾳ γραϕῇ), dizionario dei Luoghi Santi, prima testimonianza organica di geografia biblica dellʼAntico e del Nuovo Testamento, e da San Girolamo che, forte della sua lunga permanenza a Betlemme, osservò che, se per imparare il greco bisognava recarsi ad Atene, per comprendere la Sacra Scrittura bisognava andare in Terra Santa.

### L'impulso dei Francescani

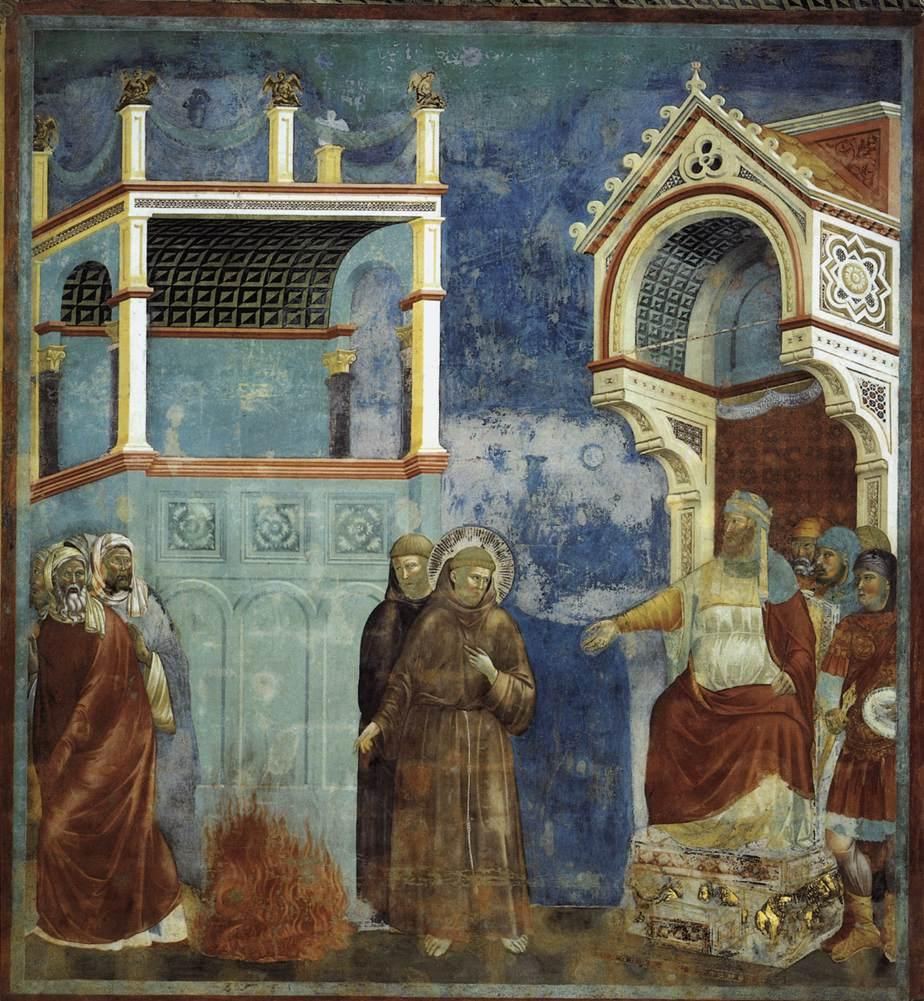
San Francesco d'Assisi davanti al Sultano.

La Palestinologia, come scienza, si affermò in maniera definitiva con i Francescani nei secoli XVI - XVIII, si deve a loro l'invenzione del termine "Palestinologia" necessario per differenziarlo dall'Archeologia biblica al fine di preservarne la laicità della disciplina stessa, liberandola da ogni equivoco confessionale.

## Insigni palestinologi
Nel corso della storia dell'antica Palestina, diversi palestinologi si sono susseguiti contribuendo in modo significativo alla crescita e sviluppo della Palestinologia. Dagli scritti di questi emerge una profonda conoscenza di quel piccolo lembo di terra che fa da sfondo alle pagine bibliche: una conoscenza nel suo aspetto fisico-climatico, con le sue montagne, le sue valli, le pianure, i corsi d'acqua e le zone desertiche che ne costituiscono la geografia fisica; una conoscenza nel suo aspetto umano, con le popolazioni che l'abitarono, i regni che vi si succedettero, le città che vi furono costruite e i nomi che furono dati nei diversi periodi a queste realtà studiate dalla geografia storica, di cui fa parte anche la geografia biblica. 
Il titolo di palestinologo (in tedesco palästinologe, in inglese palestinologist, in francese palestinologue) è stato dato a insigni studiosi della materia, tra questi:
| Niccolò da Poggibonsi (XIV secolo.), italiano (Poggibonsi)                             |
| Christian Kruik van Adrichem (1533 – 1585), olandese (Delft)                           |
| Francesco Quaresmio (Quaresmi) (1583 – 1650), italiano (Lodi)                          |
| Tommaso Obicini (1585 - 1632), italiano (Novara)                                       |
| Edward Robinson (1794 - 1863), americano (Southington)                                 |
| Victor Honoré Guérin (1821 - 1890), francese (Parigi)                                  |
| Abraham Moses Luncz (1854 – 1918), russo (Kaunas)                                      |
| Gustaf Hermann Dalman (1855 - 1941), tedesco (Niesky)                                  |
| Girolamo Golubovich (1865 - 1941), italiano di origini dalmate nato a (Costantinopoli) |
| William Foxwell Albright (1891 - 1971), americano nato in Cile (Coquimbo)              |
| Sylvester John Saller (1895 - 1976), americano (Michigan)                              |
| Martin Noth (1902 - 1968), tedesco (Dresda)                                            |
| Camillo Bellarmino Bagatti (1905 - 1990), italiano (Lari)                              |
| Virgilio Corbo (1918 – 1991), italiano (Avigliano)                                     |
| Bargil Pixner (1921 – 2002), italiano di lingua tedesca (Merano)                       |
| Michele Piccirillo (1944 – 2008), italiano (Casanova di Carinola)                      |

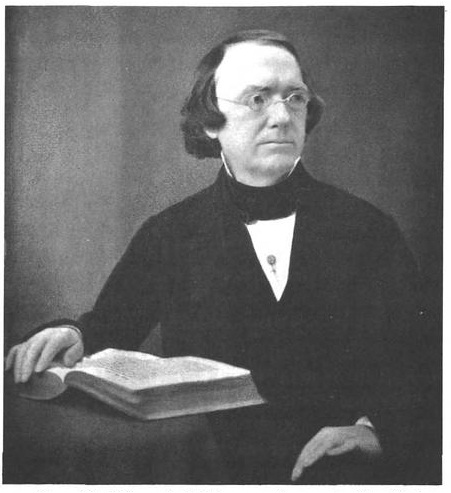
L'americano Edward Robinson (1794 - 1863).
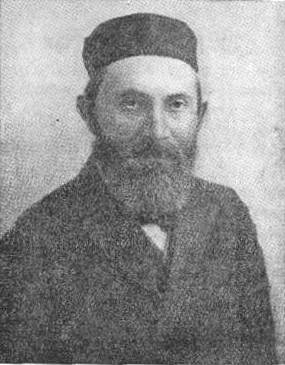
L'ebreo russo Abraham Moses Luncz (1854–1918).
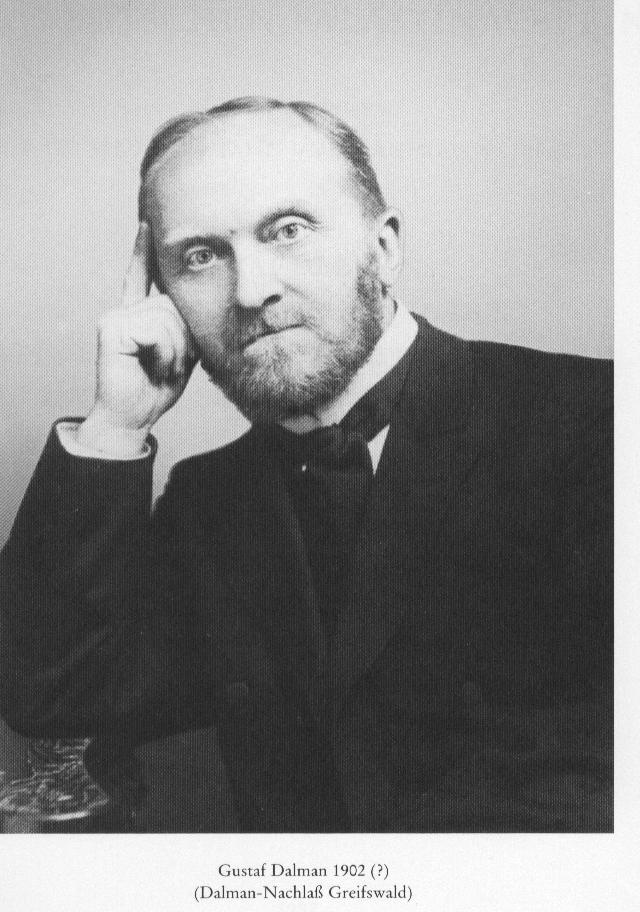
Il tedesco Gustaf Hermann Dalman (1855-1941).
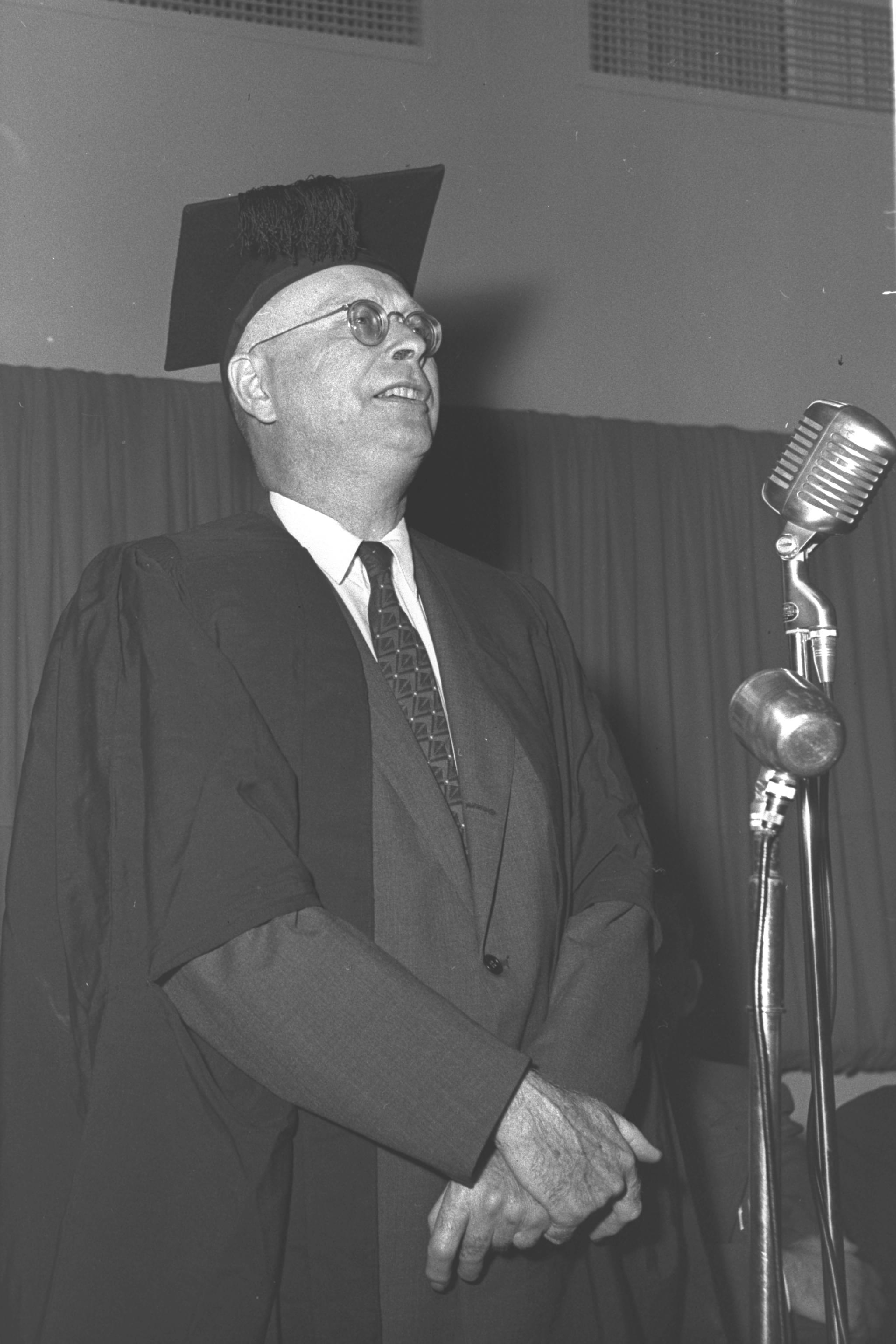
L'americano William Foxwell Albright (1891 -1971).
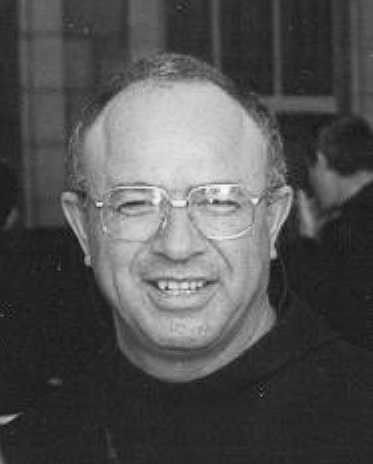
L'italiano Michele Piccirillo (1944 - 2008).